# دیرین‌بیدستر
دیرین‌بیدستر (نام علمی: Palaeocastor) نام یک سرده از تیره بیدستران است.
دیرین‌بیدستر یکی از قدیمی‌ترین خویشاوندان شناخته‌شده‌ی بیدسترهای امروزی است و بین الیگوسن دیرین و میوسن دیرین می‌زیست. سنگواره‌های این جانور را در غرب ایالات متحده و ژاپن یافته‌اند. دیرین‌بیدستر، یکی از اعضای گروه بیدسترها، پستانداری نقب‌زن بود که از دندان‌های قویِ پیشینش برای کندن زمین استفاده می‌کرد. دیرین‌بیدستر، گرچه با بیدستر خویشاوندی داشت، اما نوعی آب‌زیِ درخت‌بُر نبود. بلکه نقب‌زنی خشکی‌زی و تقریباً هم‌شکل و هم‌اندازه‌ی مارموت‌های امروزی بود.